# 絲綢雙線䲁
絲綢雙線䲁（學名：Enneapterygius sericus），為輻鰭魚綱䲁形目三鰭䲁科雙線䲁屬的一個種，分布於西太平洋琉球群島、台灣、印尼、澳洲和所羅門群島海域，深度5至20公尺，本魚體型小呈圓柱狀，眼眶上具有觸鬚，頸背無觸鬚，側線有15-18個有孔的鱗片和縱向鱗片列32-37列，身體通常為半透明的白色，帶有紅色斑點和鞍狀紋，明亮的白色斑點沿著中側鱗片排列，頭背面有褐色斑點，繁殖期雄魚的頭、吻、頰、鰓蓋、胸鰭基部、以及8根最下部胸鰭條的基部為黑色，背鰭3個，背鰭硬棘15-17枚、背鰭軟條9-11枚、臀鰭硬棘1枚、臀鰭軟條17-21枚，體長可達2.5公分，棲息在岩礁區，雌魚產附著性卵在藻類築的巢，雄魚會守護卵，幼魚為浮游性，生活習性不明。